# 柯蒂斯鎮區 (密歇根州阿爾科納縣)
柯蒂斯鎮區（英語：Curtis Township）是位於美國密歇根州阿爾科納縣的一個行政鎮區。

## 地方資料
柯蒂斯鎮區的面積為183.20平方千米，當中陸地面積為177.10平方千米，而水域面積為6.00平方千米。根據2010年美國人口普查的數據，當地共有人口1087人，而人口密度為每平方千米5.93人。